# Stenopterus
Stenopterus — род жуков-усачей из подсемейства настоящих усачей.

## Описание
Отросток среднегруди широкий, с более или менее параллельными сторонами. Надкрылья сильно зияющие по шву, с продольным килем вдоль диска.

## Систематика
В составе рода:
- Stenopterus adlbaueri Sama, 1995
- Stenopterus ater (Linnaeus, 1767)
- Stenopterus atricornis Pic, 1891
- Stenopterus creticus Sama, 1995
- Stenopterus flavicornis Küster, 1846
- Stenopterus kraatzi Pic, 1892
- Stenopterus mauritanicus Lucas, 1849
- Stenopterus rufus (Linnaeus, 1767)
- Stenopterus similatus Holzschuh, 1979